# Presseakkreditierung

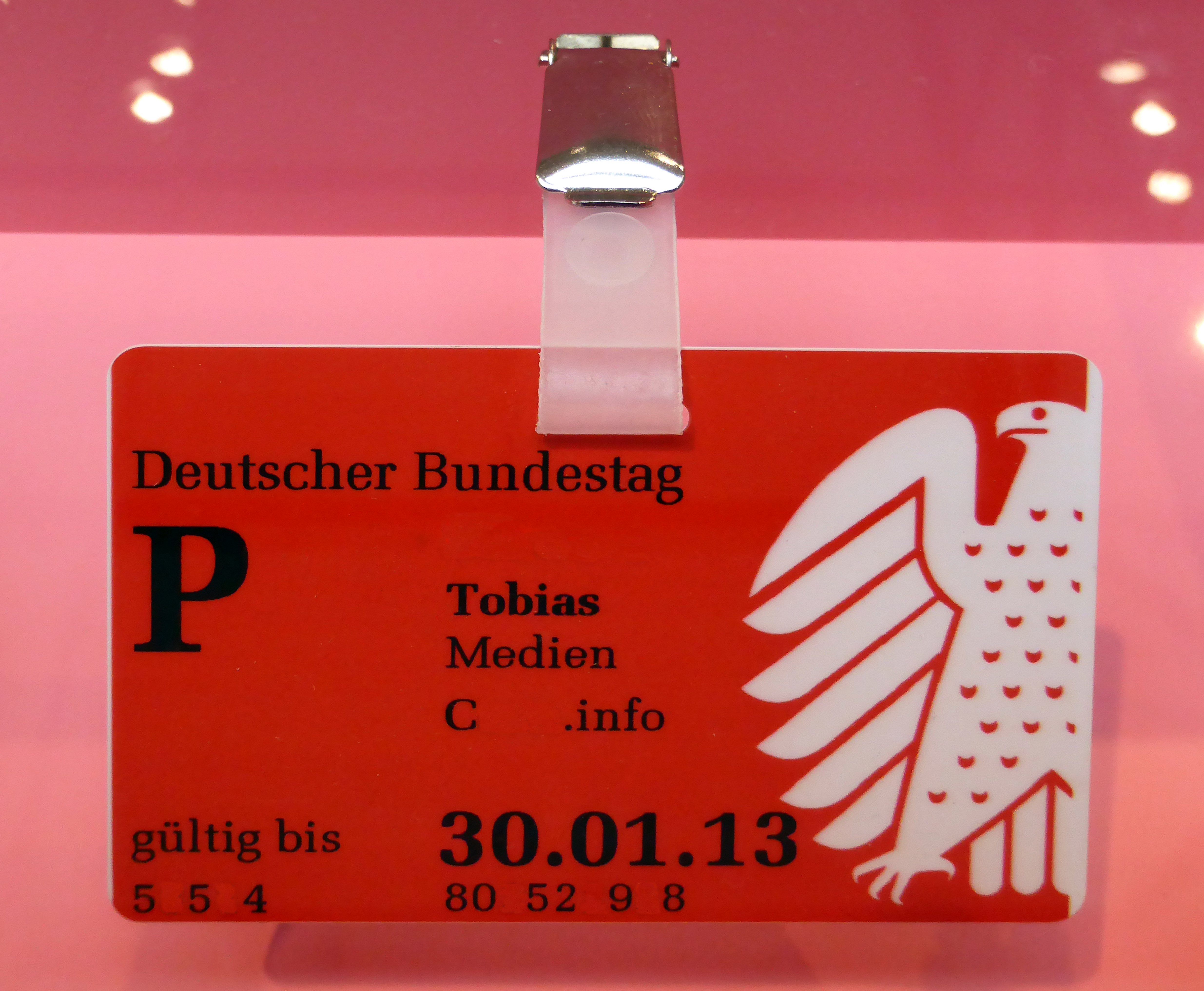
Akkreditierung des Deutschen Bundestages (Jahreskarte)

Im Journalismus bezeichnet Akkreditierung die Zulassung von Medienvertretern zu bestimmten Veranstaltungen. Die Spanne reicht von der einfachen Erteilung einer Presse-Eintrittskarte ohne vorherige Anmeldung bis hin zur detaillierten Absprache, wann welcher Journalist welchen Teil einer Veranstaltung auf welche Art (Fotojournalismus, schreibende Berichterstattung, Fernseh- oder Radioaufnahmen) begleiten wird. Meist ist die Akkreditierung mit der Ausgabe spezieller Ausweise an die Medienvertreter verbunden. Dabei herrscht oft Tragepflicht.
Erst mit einer Akkreditierung ist auf vielen Veranstaltungen die kommerzielle Nutzung von Bildern erlaubt, zudem berechtigt eine Akkreditierung oft zum Betreten von für VIP oder Fotografen reservierte Zonen.
Die sogenannte Akkreditierungsfrist bezeichnet die Zeit, bis zu der alle Anmeldungen (z. B. für eine Pressekonferenz) eingegangen sein müssen.
Die Grundlage der Akkreditierung bildet häufig der Nachweis, dass der Medienvertreter tatsächlich Journalist ist. Dies kann anhand eines Redaktionsausweises, einer Redaktionsbestätigung, mittels Arbeitsproben oder durch die Vorlage eines Presseausweises erfolgen. Die Akkreditierungsgrundlagen werden vom Veranstalter festgelegt, sodass diese nicht einheitlich sein müssen.